# Hartigova síť

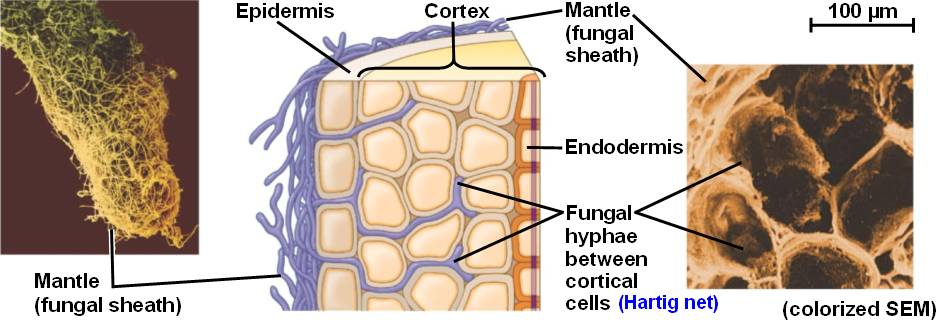
Hartigova síť na ilustraci ektomykorhizy

Hartigova síť je spleť hyf mykorhizních hub. Tvoří se v mezibuněčném prostoru kůry kořenu hostitele; jde tedy o houby tzv. ektomykorhizní. Po této síti probíhá výměna živin mezi houbou a hostitelskou rostlinou. Je pojmenována po německém mykologovi Robertu Hartigovi, který ji poprvé popsal.